# الماراز
بلدية المَحْرَث أو (نقحرة: الماراز) (بالإسبانية: Almaraz)‏، هي بلدية تقع في مقاطعة قصرش والتي تقع في منطقة إكستريمادورا، غرب إسبانيا.
يبلغ عدد سكانها 1.425 نسمة وفقاً لإحصائية سنة (2002).